# Suzuki GSX-R 600
De Suzuki GSX-R 600 is een motor van de Japanse motorfietsenproducent Suzuki. Het eerste model werd in 1992 gebouwd, op basis van een 599cc-motor. De GSX-R 600 is een kleiner broertje van de Suzuki GSX-R 750, waar hij technisch veel van weg heeft.

## Modeljaren
1992–1993
Op de markt gebracht met zowel een watergekoelde als een luchtgekoelde variant van het 599cc-viercilindermotorblok. Het eerste model had dezelfde specificaties als de GSX-R 750 uit 1992, waarbij het kleinere motorblok ook gebruikt werd in het 1993-model zonder veranderingen.
1994–1996
Niet geproduceerd.
1997–2000
Nieuw model en de introductie van het Suzuki Ram Air Direct-systeem (SRAD).
2001–2003
Nieuw model met een lager gewicht en iets meer vermogen. De modellen van 2001 t/m 2003 zijn uitgerust met injectie in plaats van carburateurs.
2004–2005
Vernieuwd model. Veranderingen onder andere upsd-voorvork, titanium kleppen, radiaal geplaatste remmen, verlaagd gewicht en meer vermogen.
2006–2007
Compleet nieuwe GSX-R 600 met nieuw motorblok en onder andere slipkoppeling en een nieuw uitlaatsysteem.
2008–2010
Introductie van het Suzuki Drive Mode Selector-systeem (S-DMS) en een nieuw subframe, plaatwerk en benzinetank.
2011-2012
9 kg lichter met Showa big piston-voorvork, brembo monobloc-voorremsysteem.